# Hermann Pfeiffer (Geistlicher)
Hermann Ferdinand Klemens Pfeiffer (* 28. Juni 1907 in Rohrbach in Oberösterreich; † 20. April 1991) war ein österreichischer römisch-katholischer Geistlicher. Er war Präsident der Caritas Österreich und Dompropst in Linz.

## Leben
Hermann Pfeiffer wurde am 28. Juni 1907 als Sohn des k.k. Finanzkommissärs Hermann Josef Pfeiffer und dessen Ehefrau Klementine (geborene Bodingbauer) in Rohrbach geboren und am 6. Juli 1907 auf den Namen Hermann Ferdinand Klemens getauft.
Hermann Pfeiffer maturierte am Linzer Staatsgymnasium und wurde am 29. Juni 1930 von Bischof Gföllner zum Priester geweiht. Danach war er Kaplan in St. Georgen an der Gusen, in Grieskirchen und in Gmunden, bevor er 1942 von Bischof Fließer zum Kirchenbeitragsreferenten der Diözesankammer bestellt wurde. Von 1949 bis 1982 leitete er die Caritas der Diözese Linz. In seine Amtszeit fiel die Bewältigung der Flüchtlingsströme nach dem 2. Weltkrieg sowie die Hochwasserkatastrophe von 1954. Von 1952 bis 1964 war er auch Präsident der Caritas Österreich.
Besondere Anliegen waren ihm der Ausbau des Kindergartenwesens in der Pfarr-Caritas sowie der Ausbau der Familienhilfe.
Im Jahr 1964 erfolgte die Berufung in das Linzer Domkapitel, 1981 wurde er Domdechant und von 1984 bis 1990 war er Dompropst.

## Auszeichnungen
- 1957: Goldenes Ehrenzeichen für Verdienste um die Republik Österreich
- 1964: Ehrenmitglied der Barmherzigen Brüder
- 1974: Silbernes Ehrenzeichen des Landes Oberösterreich
- 1975: Päpstlicher Ehrenprälat
- 1979: Humanitätsmedaille der Stadt Linz
- 1980: Verdienstkreuz des Österreichischen Roten Kreuzes
- 1981: Großes Silbernes Ehrenzeichen für Verdienste um die Republik Österreich
- 1982: Elisabeth-Medaille der Caritas
- 1989: Palme von Jerusalem[4]